# Les Brenets
Les Brenets – dzielnica miasta Le Locle w Szwajcarii, w kantonie Neuchâtel. Według Federalnego Urzędu Statystycznego, 31 grudnia 2019 roku miejscowość liczyła 1031 mieszkańców. Do 31 grudnia 2020 samodzielna gmina.
Miejscowość pierwszy raz została wzmiankowana w 1325 roku jako Chiez le Bruignet. 